# 首都医科大学附属复兴医院
首都医科大学附属复兴医院是首都医科大学的附属医院，住院部位于北京市西城区复兴门外大街甲20号，门诊部位于北京市西城区月坛北街4号。

## 历史

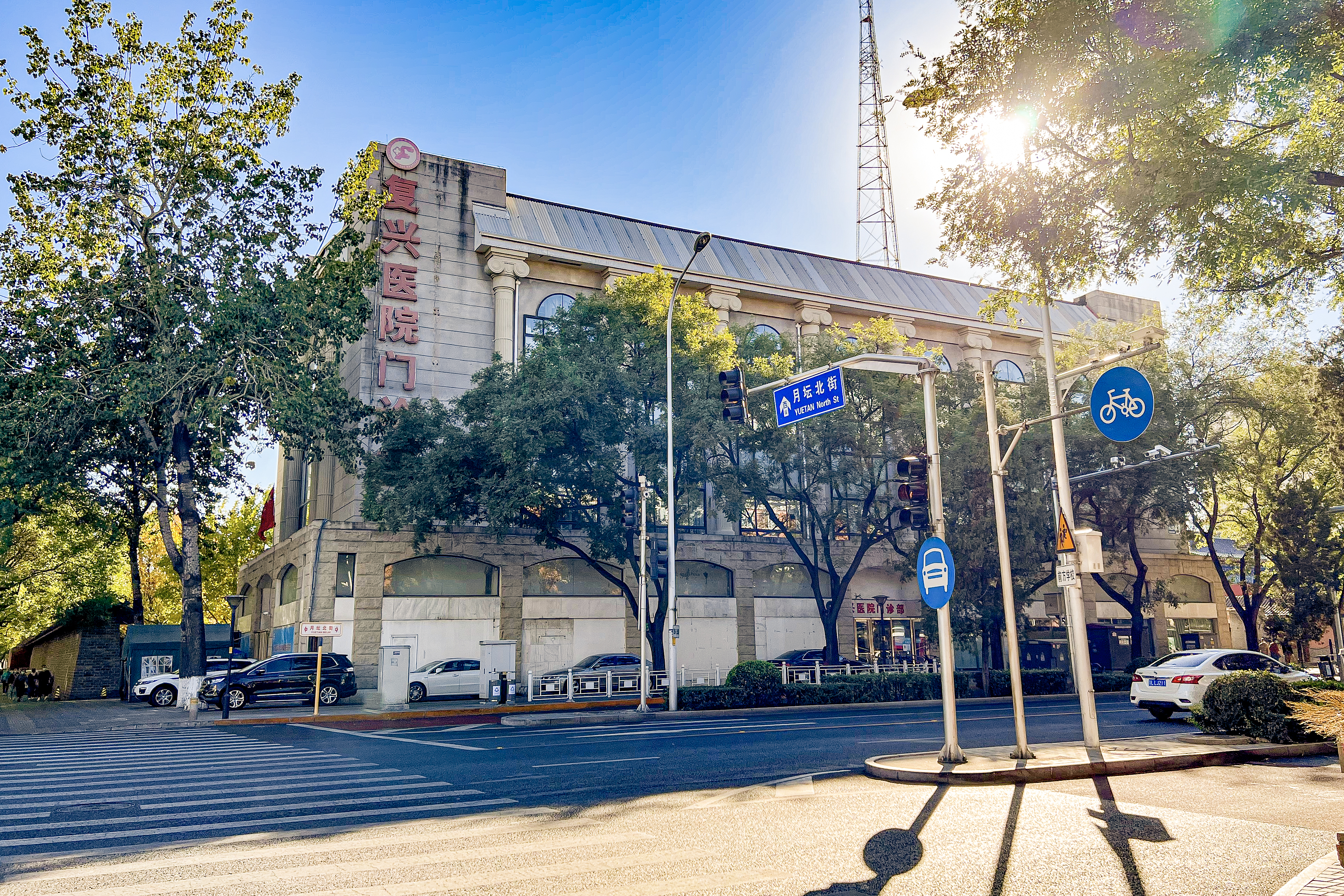
位于月坛北街的复兴医院门诊部

首都医科大学附属复兴医院的前身是公安部直属医院，于1950年在东城区大方家胡同成立。1958年，该医院同国家计委三里河门诊部合并，更名为北京复兴医院。
1979年，北京复兴医院开始承担北京第二医学院（首都医科大学的前身）的教学任务。1989年，该医院的北病房楼竣工，原中华人民共和国卫生部部长崔月犁、北京市西城区副区长何鲁丽等参加了竣工典礼。1996年，被中华人民共和国卫生部医院评审委员会审定为“二级甲等医院”。
1997年，该医院成为首都医科大学第八临床医学院。1998年，该医院更名为首都医科大学附属复兴医院。同年，被审定为“高等医学院校合格临床教学医院”。2000年，北京市西城区月坛医院同该医院合并，改为首都医科大学附属复兴医院月坛社区卫生服务中心。同年，首都医科大学附属复兴医院被中华人民共和国卫生部医院评审委员会审定为“三级合格综合医院”。
2002年，北京市西城区卫生学校并入该医院，成立了复兴医院科教中心。2003年，首都医科大学附属复兴医院开始负责管理西城区“银龄”养老中心，成为医院管理养老中心的先行者。2004年，南病房楼改建竣工并投入使用。2006年，该医院获评北京市卫生局专科医师培训基地。该医院门诊部经过两次搬迁，迁至月坛北街。2008年，该医院获得“首都平安示范医院”的称号。2010年，该医院成为贫困白内障患者复明工程项目定点医院。2011年，获得“北京市健康促进医院”称号。
2019冠狀病毒病疫情期间，复兴医院出现聚集性疫情。截至2020年2月19日18时，复兴医院累计报告34例确诊病例，另有2例无症状但核酸检测为阳性的病例。